# The First Born (film 1928)
The First Born è un film muto del 1928 diretto da Miles Mander.

## Produzione
Il film fu prodotto dalla Gainsborough Pictures.

## Distribuzione
Distribuito dalla Woolf & Freedman Film Service, il film uscì nelle sale britanniche nell'ottobre 1928, uscendo negli Stati Uniti il 12 gennaio 1929.
Il film è stato presentato al London Film Festival il 20 ottobre 2011 e al San Francisco Silent Film Festival il 19 luglio 2013.